# Роже дьо Мулен
Роже дьо Мулен (на френски: Roger de Moulins на латински: Rogerius Molinaeus), е 8-ият велик магистър на Ордена на рицарите-хоспиталиери. Той е начело на ордена в периода 1177-1187 година.

## Биография
Предполага се, че Роже дьо Мулен е роден в Нормандия в благородническата фамилия Лимозен, владееща замъка Мулен; като точни сведения за датата и мястото на раждане на великия магистър няма. Документирано е обаче, че през 1173 г. той вече е член на Ордена на хоспиталиерите. В документи от 117 г. името му се споменава като брат от антиохийската прецептория.
През 1177 г., след смъртта на Жобер дьо Сири, за велик магистър на Ордена е избран Роже дьо Мулен. Няколко месуца по-късно той предвожда отряд хоспиталиери, на помощ на войските на йерусалимския крал Балдуин IV. Неизвестно е дали този отряд взема участие в битката при Монжизар (25 ноември 1177 г.), или рицарите са пристигнали на бойното поле след приключване на сражението, но подробностите за тази битка са известни на историческата наука, именно от едно запазено до наши дни писмо на Роже дьо Мулен. В някои арабски източници се твърди, че през май 1179 г. великият магистър на хоспиталиерите попада в плен на сарацините, и още през следващия месец е освободен; неизвестно е обаче, дали става въпрос именно за Роже дьо Мулен, доколкото арабските хронисти не са се ориентирали правилно в йерархията на котолическите духовно-рицарски ордени, и е напълно възможно, погрешно да са наричали магистър и друг от рицарите хоспиталиери.
В края на 12 век, Орденът на Свети Йоан е значителна военна и политическа сила, с голяма влияние върху политиката на Йерусалимското кралство. Конфликтът между хоспиталиерите и тамплиерите, започнал дълго преди Роже дьо Мулен да оглави рицарите-йоанити, междувременно достига своята кулминация. С булата Piam admodum издадена през 1179/1180 г. от римския папа Александър ІII, се призовава брат Роже и хоспиталиерите, независимо от ангажираността си във военните действия в Светите земи, да не забравят основната си функция - грижата и закрилата на бедните и да се хващат за оръжията само когато е налице общ призив за защита на отечеството, или за „обсада крепостите на неверниците под знака на кръста“, така че „грижата за бедните да не се намалява по никакъв начин“. През 1179 г. събор в Латеран постановява ограничаване правата и на двата рицарски ордена — забранява им присвояването на доходи от църкви, намиращи се във влденията на светски феодали, да приемат в редовете си миряни, отлъчени от Църквата или намиращи се под църковен интердикт, а също така се анулират някои дарения в полза на двата ордена. Впоследствие част от тези решения са отменени с друга папска була от 26 август 1180 г.; през 1184 г. е издадена и нова папска була на папа Луций ІІІ, съгласно която всеки който нападне с оръжие хоспиталиерите, незабавно се отлъчва от Църквата. Папската намеса не остава без последствия и през 1181 г. Генералният капитул на ордена приема новите устави на ордена, съставени от Роже дьо Мулен, в който са отчетени и препоръките на Светия отец.
В средата на 1180-те години Йерусалимското кралство се оказва в тежко положение – Балдуин IV бавно умира от проказа, без да има достоен наследник, а християнските владения постоянно са заплашени от сарацинския султан Саладин. Единственият начин за спасение на кралството е военна помощ от Европа, и през юни 1184 г. Балдуин ІV изпраща при европейските владетели пратеничество начело с Роже дьо Мулен, латинският йерусалимски патриарх Ираклий от Цезареяи великия магистър на тамплиерите Арно дьо Торож. Пратеничеството е прието в двора на император Фридрих I Барбароса във Верона; там умира Арно дьо Торож, и дьо Мулен продължава пътуването заедно с патриарх Ираклий. На 16 януари 1185 магистърът на хоспиталиерите пристига в Париж и е приет от френския крал Филип II Август. Независимо че френският крал обещава финансова помощ на ордена и Йерусалимското кралство, той отказва да организира нов кръстоносен поход, опасявайки се, че в негово отсъствие владенията му ще бъдат атакувани от англичаните. На свой ред, английският крал Хенри II Плантагенет се среща с йерусалимските пратеници в Рединг и също отказва военна помощ. Въпреки това, много английски, нормандски, гасконски и бретонски рицари по собствена инициатива приемат кръста и се съгласяват да последват дьо Роже в Йерусалим, а самият Хенри II известно време ги съпровожда в пътя им през кралството. По време на обратния път към Йерусалим през август 1185 г., оказва подкрепа на сицилиано-норманския крал Уилям ІІ Добрия, в обсадата на Солун.
Роже дьо Мулен се връща в Йерусалим малко преди смъртта на малолетния Балдуин V Йерусалимски (16 март 1185 - 1186), след която между благородниците започват нови спорове за това кой да оглави йерусалимския престол. Тамплиерите начело с новия си магистър Жерар дьо Ридфор поддържат кралица Сибила Йерусалимска; хоспиталиерите начело с Роже дьо Мулен се противопоставят, като държат новият крал да бъде избран от папата, императора на Свещената Римска империя и кралете на Франция и Англия. Магистърът на хоспиталиерите дори отказва да предаде съхранявания от него ключ от кралската съкровищница, докато не е заплашен с разправа от противниците си и накрая е принуден да се подчини на общото решение.
През април 1187 г. Роже дьо Мулен, заедно с Жерар дьо Ридфор, и влиятелните барони Балиан д'Ибелин и Рено Грание се отправят към графство Триполи, за да молят триполитанския граф Реймон ІІІ да се присъедини към кралската армия във войната против сарацините. На 1 май 1187 г. по пътя за Триполи, неголемият християнски отряд от около 130 рицари и 400 пехотинци, е нападнат от седемхилядна сарацинска армия при Кресон, в близост до Назарет и е почти напълно унищожен. Роже дьо Мулен пада убит, пронизан в гърдите от вражеско копие. Успяват да се спасят само Жерар дьо Ридфор, още двама тамплиери и петима хоспиталиери.
Смъртта на Роже дьо Мулен е тежък удар за хоспиталиерите и поставя началото на дълбока криза, която засяга всички големи духовно-рицарски ордени в Палестина. След неговата смърт известно време орденът се управлява от прецептора Уилям Борел, а през 1888 г. за велик магистър е избран Ермонгард д'Асп.